# Bahrain Ministry Of Interior Tennis Challenger 2021
Il Bahrain Ministry Of Interior Tennis Challenger 2021 è stato un torneo maschile di tennis giocato sul cemento. Era la 1ª edizione del torneo, facente parte della categoria Challenger 80 nell'ambito dell'ATP Challenger Tour 2021. Si è giocato al Public Security Officers Club di Manama, in Bahrein, dal 22 al 28 novembre 2021.

## Partecipanti

### Teste di serie
| Nazionalità          | Giocatore             | Ranking* | Testa di serie |
| -------------------- | --------------------- | -------- | -------------- |
| Moldavia             | Radu Albot            | 137      | 1              |
| Turchia              | Cem İlkel             | 145      | 2              |
| Turchia              | Altuğ Çelikbilek      | 161      | 3              |
| Australia            | Christopher O'Connell | 174      | 4              |
| India                | Prajnesh Gunneswaran  | 197      | 5              |
| India                | Ramkumar Ramanathan   | 222      | 6              |
| Regno Unito          | Jay Clarke            | 229      | 7              |
| Bosnia ed Erzegovina | Mirza Bašić           | 234      | 8              |

* Ranking al 15 novembre 2021.

### Altri partecipanti
I seguenti giocatori hanno ricevuto una wild card per il tabellone principale:
- Hasan Abdulnabi
- Yankı Erel
- Iván Marrero Curbelo

Il seguente giocatore è entrato in tabellone come alternate :
- Mukund Sasikumar

I seguenti giocatori sono passati dalle qualificazioni:
- Marek Gengel
- Alexandar Lazarov
- Maximilian Neuchrist
- Vladyslav Orlov

## Punti e montepremi
| Torneo    | Torneo              | V     | F     | SF    | QF    | 2T  | 1T  | Q | Q2  | Q1  |
| Singolare | Punti               | 80    | 48    | 29    | 15    | 7   | 0   | 4 | 2   | 0   |
| Singolare | Premi in denaro ($) | 7 200 | 4 240 | 2 510 | 1 460 | 860 | 520 | – | 260 | 130 |
| Doppio    | Punti               | 80    | 48    | 29    | 15    | –   | 0   | – | –   | –   |
| Doppio    | Premi in denaro ($) | 3 100 | 1 800 | 1 080 | 640   | –   | 360 | – | –   | –   |

## Campioni

### Singolare
Ramkumar Ramanathan ha sconfitto in finale  Evgenij Karlovskij con il punteggio di 6–1, 6–4.

### Doppio
Nuno Borges /  Francisco Cabral hanno sconfitto in finale  Maximilian Neuchrist /  Michail Pervolarakis con il punteggio di 7–5, 6(5)–7, [10–8].